# کالیرو (قمر)
کالیرو؛ (یونانی: Καλλιρρόη)، و (به انگلیسی: Callirrhoe)، که همچنین به نام مشتری شانزدهم هم شناخته می‌شود، یکی از قمرهای طبیعی بیرونی مشتری است. این قمر نامنظم در یک جهت مخالف به دور مشتری در گردش است. کالیرو از ۶ اکتبر تا ۴ نوامبر ۱۹۹۹ توسط پروژهٔ دیده‌بان‌فضا (Spacewatch) در رصدخانه ملی کیت پیک تصویربرداری شد و در ابتدا به عنوان سیارک (UX18 1999)،به ثبت رسید. در ۱۸ ژوئیه سال ۲۰۰۰ توسط اخترشناس تیموتی بروس اسپار نشان داده شد که سیارک در مدار دور مشتری قرار دارد و بر این اساس S/1999 J 1 نام گرفت.این هفدهمین قمر تأیید شدهٔ مشتری بود.
کالیرو دارای قدر ظاهری ۲۰٫۷ است،که آن را حتی از سیاره کوتوله اریس هم با قدر ۱۸٫۷ کم‌نورتر می‌کند. مشتری خود ۲٫۵ بیلیون بار روشن‌تر از کالیرو است.
قطر کالیرو حدود ۸٫۶ کیلومتر است، و با فاصلهٔ متوسط ۲۴٫۱ میلیون کیلومتر در ۷۵۸ روز مدار مشتری را با شیب ۱۴۱ درجه با دائرةالبروج؛ (۱۴۰ درجه نسبت به استوای مشتری)، با خروج از مرکز مداری ۰٫۲۸ می‌پیماید. این شی احتمالاً مدت‌ها پیش از مدار خورشید مرکزی گرفته شده بوده و تأثیر گرانشی خورشید بر این مدار مسیر آن را بسیار نامنظم می‌کند.
برگرفته از کالیرو یا کالیرهو، دختر خدای رود ایچلس (یا آشیل)، یکی از اسطوره‌های یونانی؛ یکی از فتوحات فراوان زئوس: (مشتری)، ثبت شد.
کالیرو یکی از قمرهای گروه پاسیفائه است که همه قمرهای رتروگراد نامنظمی هستند که در فاصلهٔ بین ۲۲٫۸ تا ۲۴٫۱ میلیون کیلومتری در مدار گروهی خود با انحراف مداری بین ۱۴۴٫۵ درجه و ۱۵۸٫۳ درجه گردش می‌کنند.
در ۱۰ ژانویهٔ ۲۰۰۷ و به عنوان یک مأموریت ناوبری، فضاپیمای افق‌های نو از کالیرو تصویربرداری کرد.